# L'Infirme
 L'Infirme est une nouvelle de Guy de Maupassant, parue en 1888.

## Historique
L'Infirme est une nouvelle de Guy de Maupassant initialement publiée dans Le Gaulois du 21 octobre 1888, puis dans le recueil L'Inutile Beauté en 1890.

## Résumé
Dans le wagon, où vient de s'installer Henry Bonclair, monte un infirme amputé des deux jambes. Sa figure ne lui semble pas étrangère...

## Éditions
- 1888 -  L'Infirme, dans Le Gaulois
- 1890 -  L'Infirme, dans L'Inutile Beauté recueil paru chez l’éditeur Victor Havard.
- 1891 -  L'Infirme, dans La Vie populaire du 25 janvier 1891

```
1979 -  
L'Infirme
, dans 
Maupassant, Contes et Nouvelles
, tome II, texte établi et annoté par Louis Forestier, 
éditions Gallimard
, 
Bibliothèque de la Pléiade
.
```